# 神仙居

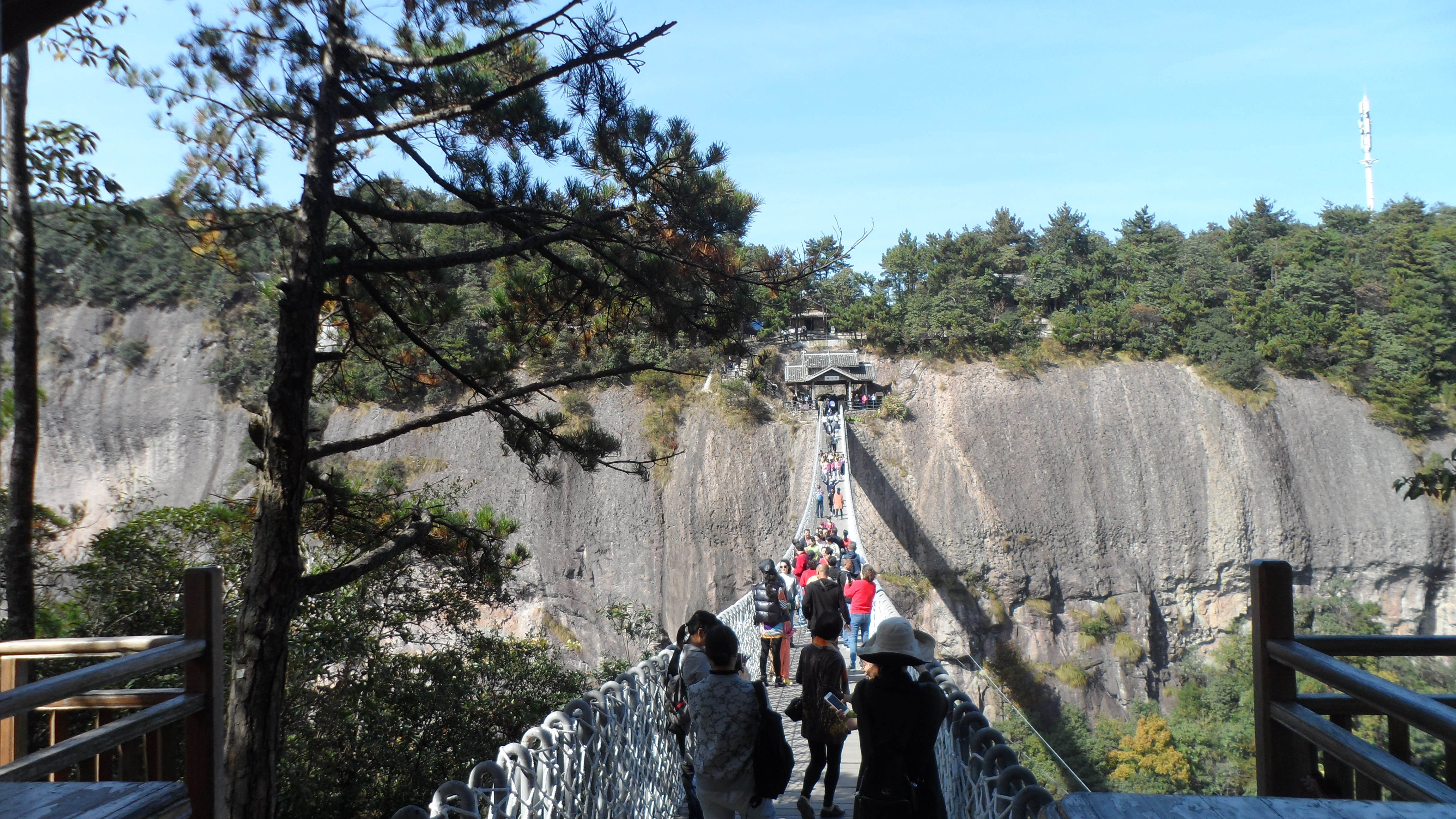
神仙居天桥

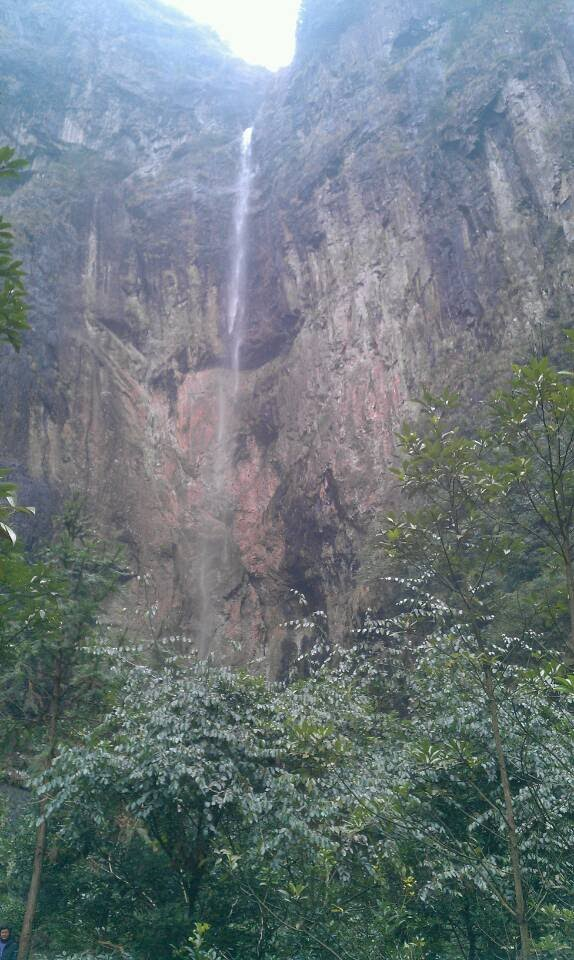
神仙居飞瀑

神仙居为中國一風景区名，在浙江台州市仙居县境内，當地號稱擁有奇山、奇峰、奇岩、奇石、奇瀑等風景。区内主要景点有始建於宋代，重修於明代的古寺西庵寺等。

## 景點
- 如意橋，2020年10月開始對外開放[1]。